# Erhard Gassan
Erhard Gassan (* 13. Oktober 1930 in Bautzen; † 16. Oktober 2005 in Plotzen) war ein deutscher Maler mit regionaler Bedeutung für die sächsische Oberlausitz.

## Leben und Werk
Gassan studierte von 1951 bis 1953 bei Heinz Lohmar und Erich Fraaß an der Hochschule für Bildende Künste Dresden. Danach arbeitete er in Bautzen als Dekorationsmaler und ab 1967 als freischaffender Maler und Grafiker, ab 1975 in Plotzen. Neben seiner künstlerischen Tätigkeit leitete er Volkskunst-Zirkel und Kurse an der Volkshochschule Bautzen. Er war ab 1966 Kandidat und dann bis 1990 Mitglied des Verbands Bildender Künstler der DDR.
Gassan erlangte vor allem durch seine expressive Landschaftsmalerei regionale Bedeutung.

## Werke
- Sorbisches Mädchen Hanka (Öl auf Leinwand, 103 × 63,2 cm, 1959; Kunstfonds des Freistaats Sachsen)[1]
- Volkskunstschaffende junge Menschen (Öl auf Hartfaser, 133 × 138 cm, 1967; Kunstfonds des Freistaats Sachsen)
- Stillleben mit Fischen (Öl auf Leinwand, 27,2 × 32,9 cm, 1969)[2]
- Landwirtschaftliche Szenen (Wandgemälde an einem Wirtschaftsgebäude in Niederkaina, 1973)[3]
- Sporttreibende Werktätige (Öl auf Hartfaser, 110 × 120 cm, 1976; Kunstfonds des Freistaats Sachsen)
- Große Tagebaulandschaft (Mischtechnik auf Papier, 54,5 × 73 cm, 1987)[4]
- Strukturen auf rotem Grund (Monotypie, Collage, 56 × 38 cm, 1992)[5]

## Ausstellungen

### Einzelausstellungen
- 1967/1968: Bautzen, Stadtmuseum
- 1973: Görlitz, Kaisertrutz
- 1982: Bautzen, Kunstgalerie
- 1990: Bautzen, Stadtmuseum

### Ausstellungsbeteiligungen
- 1960: Großdubrau („Junge Künstler“)
- 1972 und 1974: Dresden, Bezirkskunstausstellung
- 1996: Bautzen, Bautzener Kunstverein („1. Bautzener Herbstsalon“)
- 2008: Reichenbach, Galerie im Rathaus